# 北広島市立緑陽中学校
北広島市立緑陽中学校（きたひろしましりつ りょくようちゅうがっこう）は、北海道北広島市緑陽町に所在する公立中学校。

## 沿革
1978年1月に第一期工事が完成。4月、広葉中学校から分離し「広島町立緑陽中学校」（生徒172名、6学級）として開校した。1979年1月に第二期工事（体育館、機械室）、1981年3月に第三期工事、1984年3月に第四期工事と大規模工事が行われた。
年表
- 1978年（昭和53年）- 第一期工事完成、広島町立緑陽中学校が開校、校歌と校章制定[1]。
- 1979年（昭和54年）- 第二期工事完成[1]。
- 1981年（昭和56年）- 第三期工事完成[1]。
- 1984年（昭和59年）- 第四期工事完成[1]。
- 1989年（平成元年）- 松葉町全域を通学区へ変更[1]。
- 1996年（平成8年）- 市制施行により北広島市立緑陽中学校と改称[1]。
- 1998年（平成10年）- 心の教室を開設[1]。

## 教育目標
- ともに鍛えん[2]
- ともに学ばん[2]
- ともに支えん[2]
- ともに進まん[2]

## 学校行事
学校行事は以下の通り。
- 4月 - 始業式、入学式、入学祭、標準学力検査、修学旅行（3年）
- 5月 - 宿泊学習（2年）、社会体験学習（1年）
- 6月 - 体育祭
- 7月 - 一学期定期テスト、一学期終業式、夏季休業
- 8月 - 二学期始業式
- 9月 - 学力テストA（3年）
- 10月 - 緑陽祭、学力テストB（3年）
- 11月 - 学力テスト、学力テストC（3年）、二学期定期テスト、三者懇談
- 12月 - 二学期終業式、冬季休業
- 1月 - 三学期始業式、学年末テスト（3年）、スキー学習（1・2年
- 2月 - 学年末テスト（1・2年）
- 3月 - 卒業式、修了式、学年末休業

## 部活動
体育部
- バスケットボール部
- 卓球部
- サッカー部
- ソフトテニス部

文化部
- 合唱部

## 通学区域
通学区域は以下の通り
- 高台町
- 泉町
- 里見町
- 松葉町
- 緑陽町
- 山手町

## 出身小学校
- 北広島市立緑ヶ丘小学校[4]

## 交通アクセス
鉄道
- JR千歳線北広島駅より徒歩40分[注 1]。

バス
- 北海道中央バス「緑陽中学校」停留所下車、徒歩2分。

## 著名な出身者
- 伊藤拓郎（バスケットボール選手）
- 内海慎吾（元バスケットボール選手）
- 内海亮子（元バスケットボール選手）[5]